# Derorhynchidae
Derorhynchidae — вимерла родина опосумів (Didelphimorphia). Викопні рештки знайдені на півдні Південної Америки й на острові Сімор.